# Call of Duty: World at War
Call of Duty: World at War là một trò chơi điện tử bắn súng góc nhìn thứ nhất (first-person-shooter) được phát triển bởi studio Treyarch và phát hành bởi Activision. Game được ra mắt cho các hệ máy Microsoft Windows, PlayStation 3, Wii và Xbox 360 vào tháng 11 năm 2008.Đây là phiên bản thứ năm trong series Call of Duty.
Call of Duty: World at War đưa người chơi về thời Thế chiến thứ hai, và lấy hai bối cảnh chính là Mặt trận Thái Bình Dương và Chiến tranh Xô - Đức. Tựa game là phần đầu tiên trong mạch cốt truyện của sê-ri Black Ops. Đây cũng là phần game đầu tiên đem vào chế độ chơi zombie.
Ngoài ra, các phiên bản trên những hệ máy khác như PlayStation 2 hay Nintendo DS cũng được ra mắt, nhưng có cốt truyện khác với những phiên bản trên các hệ máy còn lại. Một phiên bản dành cho Windows Mobile đã được phát triển và ra mắt bởi Glu Mobile.
Trò chơi còn có những tên gọi khác là Call of Duty 5 hay CoD: WaW.

## Lối chơi
Người chơi sẽ được vào vai ba nhân vật để đi chiến đấu suốt 15 chiến dịch, Binh nhì C. Miller của sư đoàn Thủy quân lục chiến Mỹ, Sĩ quan không quân Locke của Lực lượng Không quân Mỹ và Binh nhì Dimitri Petrenko của Hồng quân Liên Xô. Hai nhân vật kia được tham gia vào nhiều trận đánh, riêng Sĩ quan không quân Locke chỉ được đánh với các hạm đội Nhật trong một chiến dịch duy nhất là Black Cats trên biển Okinawa bằng chiếc máy bay Consolidated PBY Catalina. Sau khi đánh xong phần chơi chiến dịch, người chơi có thể chiến đấu với zombie.
Trò chơi được rất nhiều khen ngợi như là chi tiết đồ họa, phong cảnh đều sống động, có nhiều đoạn phim lấy từ tư liệu lịch sử. Có cảnh một vài lính Nhật cầm súng trường gắn lưỡi lê xông vào đâm người chơi và hét lớn "Banzai" (xung phong banzai - cảm tử), cảnh những chiếc máy bay Mitsubishi A6M Zero lao vào tàu chiến Hoa Kỳ trong các cuộc tấn công Thần phong cảm tử, cảnh quân Đức thả chó Shepherd để cắn người chơi đến chết. Tuy nhiên, các màn chơi cuối phần chiến dịch bị phàn nàn về việc người chơi thường bị ném nhiều lựu đạn về phía mình, gây khó khăn không nhỏ trong việc ném trả hoặc ẩn nấp.

## Cốt truyện
Ngay sau khi phát xít Đức tấn công châu Âu, Đế quốc Nhật Bản cũng thực hiện kế hoạch xâm chiếm châu Á bắt đầu từ Trung Quốc. Ngày 7 tháng 12 năm 1941, không quân Nhật tấn công Trân Châu Cảng, buộc Mỹ tuyên chiến với Nhật. Ngày 17 tháng 8 năm 1942, Binh nhì C. Miller cùng đồng đội thuộc Thủy quân lục chiến Hoa Kỳ bị mất tích sau khi lên quần đảo Makin trinh sát, một đội khác lập tức được cử đi giải cứu. Bắt đầu trận, người chơi vào vai Binh nhì Miller cùng đồng đội đang bị lính Nhật tra tấn trong một căn nhà trên bờ biển. Vì không chịu khai ra bất cứ điều gì nên các đồng đội lần lượt bị giết, khi Miller sắp cận kề cái chết thì được đội đi tìm giải cứu. Sau khi được cứu thì cả đội băng qua bên kia đảo để phá hủy kho đạn của quân Nhật, Miller bị phục kích và bị thương nhưng được đồng đội kéo lên xuồng máy và ra khỏi đảo. Ngày 15 tháng 9 năm 1944, Miller và cả đại đội đổ bộ lên bờ biển Peleliu. Tàu của anh bị bắn cháy nhưng anh rơi xuống nước nên may mắn sống sót, sau đó anh được yêu cầu gọi pháo bắn vào bờ biển để phá hủy phòng tuyến của địch. Nhưng sau khi Miller và đồng đội chiếm được bờ biển thì Trung sĩ Tom Sullivan bị đâm chết bởi một tên lính cảm tử Nhật. Sau khi tổ chức lễ tang và bàn giao thi hài Sullivan về nước, Trung sĩ Roebuck được đôn lên làm chỉ huy cả đội và bắt đầu băng qua rừng để đánh chiếm sân bay của quân Nhật.
Ngày 17 tháng 9 năm 1942, ở mặt trận Xô-Đức, phát xít Đức cho ném bom vào Stalingrad, Hồng quân Liên Xô ở đó gần như chết hết, trong trận này người chơi vào vai Binh nhì Dimitri Petrenko thuộc Sư đoàn Súng trường 62 của Hồng quân, khi tỉnh dậy anh thấy mình đang nằm giữa đài phun nước mà xung quanh là các đồng đội đã chết hoặc bị thương. Một trong những tên lính Đức đi tuần xả súng hành quyết những người sống sót. Sau khi quân Wehrmacht đi khỏi mà không phát hiện anh, anh bò tiếp và gặp Trung sĩ Viktor Reznov, người chơi sẽ phải giúp ông bắn tỉa ám sát viên tướng người Đức Heinrich Amsel (do ngón trỏ tay phải của Reznov bị thương nên ông không ngắm bắn chuẩn xác được). Nhiệm vụ thành công nhưng hai người bị lộ vị trí ngay sau đó, buộc họ phải nhảy xuống sông.
Ba năm sau, quân Liên Xô tổng tấn công vào nước Đức. Tháng 4 năm 1945, khi tấn công vào Điểm cao Seelow, Dimitri bị quân Đức bắt được. Lúc bắt đầu, người chơi sẽ tỉnh dậy trong một căn phòng với ba tên lính Đức đứng canh, khi đó thì quân Liên Xô đánh vào, Dimitri được cứu và vô tình gặp lại Trung sĩ Reznov, nhiệm vụ của người chơi là hỗ trợ Hồng quân tiêu diệt tất cả lính Đức đang đóng quân trong trang trại, người chơi được sự yểm trợ của xe tăng T-34. Khi đó thì ở trên đảo Peleliu, Miller sử dụng súng phun lửa M2 thiêu sống quân Nhật, hỗ trợ đồng đội phá hủy các hầm và lô cốt của địch. Sau khi phá hủy các lô cốt, người chơi cùng đồng đội hỗ trợ xe tăng phun lửa M4A3E8 Sherman "Fury" tấn công vào chân núi, sau đó vào trong lòng núi để phá hủy các ụ pháo cao xạ của địch.
Khi đó ở Điểm cao Seelow, người chơi sẽ được lái xe tăng T-34 tấn công quân Đức với sự hỗ trợ của máy bay cường kích IL-2 Sturmovik để phá hủy xe tăng Đức, lô cốt và chiếm nhà ga. Sau khi chiếm nhà ga, Hồng quân đưa lính, vũ khí, xe tăng lên tàu để tiến đến Pankow. Từ đây, quân Liên Xô bắt đầu truy kích quân Đức. Tháng 4 năm 1945, Hồng quân vào đến Berlin, khi càn quét dưới đường tàu điện ngầm, quân Đức cho xả nước xuống hòng tiêu diệt quân Liên Xô. Lúc đó thì ở trên biển gần đảo Okinawa, người chơi vào vai Sĩ quan không quân Locke thuộc Không lực Hoa Kỳ trên máy bay PBY Catalina "Black Cat", người chơi phải sử dụng súng máy M2 Browning để bắn phá các tàu tuần dương và máy bay Mitsubishi A6M5 Zero của Nhật rồi đi cứu viện hạm đội hải quân đang bị quân Nhật tấn công, người chơi phải đưa các thủy thủ còn sống lên máy bay, và sẽ được máy bay F4U-1 Corsair bắn yểm trợ.
Ngày 14 tháng 5 năm 1945, Miller cùng cả đội đánh vào các lô cốt và ụ pháo của quân Nhật trên sườn núi Wana, đảo Okinawa. Sau đó cả đội đánh vào pháo đài Shuri, sau khi vào đến sân trong của pháo đài thì Trung sĩ Roebuck hoặc Binh nhất Polonsky (tùy vào lựa chọn của người chơi) bị lính cảm tử Nhật giết bằng lựu đạn, người chơi sẽ phải chống lại các đợt tấn công cận chiến của lính cảm tử Nhật và gọi máy bay ném bom để phá hủy pháo đài này. Khi pháo đài bị phá hủy, chiến dịch của quân Mỹ kết thúc.
Quay trở lại với mặt trận Xô-Đức, lúc này Dimitri được kéo lên khỏi đường tàu điện ngầm. Sau đó người chơi sẽ cùng Sư đoàn Súng trường 150 đánh vào tòa nhà quốc hội Đức, khi lên đến cửa tòa nhà thì Binh nhì Chernov bị một tên lính Đức dùng súng phun lửa Flammenwerfer 35 thiêu chết. Sau khi vào trong tòa nhà, quân Liên Xô dần dần đánh lên từng tầng, lên đến nóc, pháo phản lực bắn loạt Katyusha bắn đạn phản lực lên nóc để quét sạch mái nhà cho đội ở trong tiến lên, khi Dimitri tiến lên trên thì bị một tên chỉ huy SS dùng súng lục Walther P38 bắn bị thương, Reznov cầm mã tấu nhảy lên chém tên chỉ huy SS tới tấp rồi đá hắn xuống dưới và chém đứt lá cờ phát xít. Lúc Dimitri cắm cờ Liên Xô lên, tất cả lính Hồng quân đồng thanh hô ''URA!!!''. Chiến dịch của quân Liên Xô kết thúc.
Cuối cùng là tư liệu về bài phát biểu của Tổng thống Truman, Tướng MacArthur, ở giữa là đoạn tư liệu máy bay B-29 ném bom nguyên tử xuống Hiroshima và Nagasaki.

## Các chiến dịch
| Tên chiến dịch          | Nơi chiến đấu             | Nội dung |
| ----------------------- | ------------------------- | --- |
| Semper Fi               | Quần đảo Makin            | Đi theo đồng đội ra bờ biển để rút quân sau khi được cứu thoát.                                                                                 |
| Little Resistance       | Đảo Peleliu               | Đổ bộ vào bờ biển rồi tiêu diệt hết lính Nhật trên đó.                                                                                          |
| Hard Landing            | Đảo Peleliu               | Đánh chiếm sân bay của quân Nhật. |
| Vendetta                | Stalingrad, Liên Xô       | Đi theo Trung sĩ Reznov và bắn tỉa theo lệnh ông ấy.                                                                                            |
| Their Land, Their Blood | Điểm cao Seelow, Đức      | Đi theo Sư đoàn Hồng quân vào trang trại và quét sạch những tên lính Đức trên đường đi.                                                         |
| Burn 'em Out            | Đảo Peleliu               | Cầm súng phun lửa thiêu sống quân Nhật để chiếm chiến hào.                                                                                      |
| Relentless              | Đảo Peleliu               | Yểm trợ xe tăng phun lửa tấn công các đơn vị của Nhật trong một khu rừng sâu.                                                                   |
| Blood & Iron            | Điểm cao Seelow, Đức      | Điều khiển một xe tăng T-34 rồi tấn công các xe tăng và binh lính Đức.                                                                          |
| Ring of Steel           | Pankow, Đức               | Truy kích quân Đức từ ngoại ô vào tận thành phố.                                                                                                |
| Eviction                | Berlin, Đức               | Tiếp tục truy kích quân Đức. |
| Black Cats              | Trên biển gần Đảo Okinawa | Dùng những khẩu súng máy và pháo tự động trên máy bay bắn phá tàu và máy bay Zero của Nhật.                                                     |
| Blowtorch & Corkscrew   | Đảo Okinawa               | Tấn công đồng cỏ và ngọn đồi của quân Nhật. |
| Breaking Point          | Đảo Okinawa               | Đánh chiếm pháo đài Shuri, chống lại những đợt xung phong banzai điên cuồng của bộ binh Nhật, sau đó gọi máy bay oanh tạc phá hủy pháo đài này. |
| Heart of the Reich      | Berlin, Đức               | Tấn công tòa nhà quốc hội Đức. |
| Downfall                | Berlin, Đức               | Vào tòa nhà quốc hội, tiêu diệt sạch tất cả lính Đức trong tòa nhà, cắm cờ Liên Xô lên nóc nhà.                                                 |

## Các nhân vật

Logo của trò chơi.

Quân đội Mỹ
- Binh nhì C. Miller
- Sĩ quan không quân Locke
- Trung sĩ Tom Sullivan
- Trung sĩ Roebuck
- Binh nhì Polonsky
- Trung sĩ Snider
- Binh nhất Denny
- Binh nhì Griffith
- Binh nhì Rooker
- Binh nhì Ryan

Hồng quân Liên Xô
- Binh nhì Dimitri Petrenko
- Trung sĩ Viktor Reznov
- Binh nhì Chernov
- Ủy viên Markhov
- Trung sĩ Nikolai Belinski
- Binh nhất Daletski
- Hạ sĩ Arseni
- Binh nhì Antonov
- Binh nhì Polubencev

## Reception

### Đánh giá chung
Call of Duty: World at War nhận được đánh giá trung bình "tích cực", theo trang tổng hợp đánh giá Metacritic Mô tả tổng thể về trò chơi, trang GameSpot nói rằng bằng cách quay lại bối cảnh Thế chiến thứ hai, "World at War rất tuyệt vời, nhưng lại thiếu chút nữa để trở nên xuất sắc." IGN kết luận rằng World at War là một game bắn súng "chắc chắn, đầy tự tin với rất nhiều thứ làm hài lòng cả người chơi dễ tính lẫn khó tính." Nhìn chung, trang Official Xbox Magazine mô tả trò chơi giống như một phiên bản mở rộng trong loạt Call of Duty, hơn là một trò chơi đầy đủ.
IGN dành lời khen cho nhà phát triển Treyarch bởi quyết định đem bối cảnh Chiến trường Thế chiến hai ở Thái Bình Dương vào World at War. Việc bổ sung chế độ co-op cũng được khen ngợi là giúp tăng yếu tố chơi lại của trò chơi, và chế độ nhiều người chơi (multiplayer) được mô tả là "một điểm sáng của World at War."  Một số điểm tích cực được GameSpot ghi nhận bao gồm "lời thoại và lống tiếng tốt" của các nhân vật Sgt. Roebuck và Sgt. Reznov, cũng như chiến dịch chơi đơn/co-op chắc chắn và có nhịp độ nhanh.
GameSpot ca ngợi sự khắc họa đen tối, tàn khốc hơn hẳn của game trong bối cảnh Thế chiến thứ hai. Trang 1UP.com ghi nhận các cảnh bạo lực và máu me gia tăng đáng kể (thậm chí còn hơn cả Call of Duty 4 được xếp hạng Mature - chỉ dành cho người tuổi thành niên) như một sự cải tiến tích cực về độ thực tế khi nói rằng, "Trong khi kẻ thù chết hàng loạt trong các phần trước mà không xuất hiện mảnh vỡ hay máu me. Điều đó không còn xảy ra nữa - và đây, chân bị cắt đứt, những người chiến binh kêu lên trong đau đớn khi tìm lại các bộ phận cơ thể bị mất, và máu chảy ra khi đạn xuyên qua da thịt. "và rằng" World at War đã miêu tả nỗi kinh hoàng của Thế chiến II chính xác hơn bao giờ hết...." 